# Acrossus opacipennis
Acrossus opacipennis är en skalbaggsart som beskrevs av Schmidt 1910. Acrossus opacipennis ingår i släktet Acrossus och familjen Aphodiidae. Inga underarter finns listade i Catalogue of Life.